# Зигмантович Андрій Вікентійович
Андрі́й Віке́нтійович Зигманто́вич (біл. Андрэй Зыгмантовіч, нар. 2 грудня 1962, Мінськ, СРСР) — радянський та білоруський футболіст і тренер. Відомий насамперед завдяки виступам у складі мінського «Динамо», сантандерського «Расінг» та збірної СРСР. Майстер спорту СРСР (1982). Учасник Чемпіонату світу з футболу 1990 року.

## Життєпис
Андрій Зигмантович народився у Мінську. Вихованець мінської СДЮШОР № 5, де його першим тренером був Олег Базарнов. На рівні команд майстрів дебютував у 1981 році в складі мінського «Динамо», що переживало на той час початок піку своєї гри. У 1982 році Зигмантович з партнерами здобув «золото» чемпіонату СРСР, а наступного сезону футболісти «Динамо» дісталися третьої сходинки турнірної таблиці. Брав участь у іграх Кубка чемпіонів 1983/84, в якому мінські футболісти дійшли до чвертьфіналу. Загалом же провів у «Динамо» майже 11 сезонів, протягом більшості з яких був беззаперечним гравцем основи та лідером колективу. З 1984 року залучався до виступів за збірну СРСР, у складі якої провів 36 матчів. Учасник Чемпіонату світу 1990 року в Італії.
У 1991 році перейшов до нідерландського «Гронінгена», де провів повноцінний сезон, однак через суперечності з керівництвом так і не продовжив контракт, повернувшись до Білорусі. У першій половині сезону 1992/93 допоміг «Динамо» зробити заділ для здобуття другого поспіль чемпіонства, а у лютому 1993 року уклав угоду з іспанським «Расінгом». Разом з командою здобув «бронзу» Сегунди та путівку до найвищого іспанського дивізіону. Провів у Сантандері 3,5 сезони, після чого завершив активні виступи на футбольному полі. Протягом 1992–1995 років відіграв 9 поєдинків у складі збірної Білорусі.
Тренерську кар'єру Зигмантович розпочав у 2001 році, очоливши новополоцький «Нафтан». Наступного року він став біля керма мінського «Динамо», однак найтитулованішому клубу країни не вдалося потрапити навіть до трійки призерів. Протягом 2004–2007 років Андрій Зигмантович займався підготовкою гравців у молодіжній збірній Білорусі, після чого з квітня по червень 2007 року тренував мінський МТЗ-РІПО. У липні того ж року білоруського фахівця було призначено головним тренером литовського «Каунаса». Разом з новим клубом Зигмантович здобув «золото» та «срібло» литовського чемпіонату, додавши до них кубок країни. У грудні 2008 року керівництво «Каунаса» вирішило не продовжувати з тренером контракт, після чого Андрій Вікентійович повернувся до Мінська. У січні 2010 року Зигмантович розпочав тренерську роботу в СДЮШОР новосибірського «Сибіру». Протягом сезону 2011/12 років білоруський спеціаліст очолював молодіжну команду «Сибір-2», що виступала у другому дивізіоні чемпіонату Росії. Результати виступів команди виявилися провальними, після чого Зигмантович залишив тренерський місток клубу.
У 2012–2014 роках Андрія Зигмантовича входив до тренерського штабу збірної Білорусі. У жовтні 2014 року його було призначено виконуючим обов'язки головного тренера збірної після відставки попереднього наставника команди Георгія Кондратьєва. Під керівництвом Зигмантовича збірна провела два поєдинки, у яких з рахунком 0:3 поступилася іспанцям та переграла 3:2 збірну Мексики.

## Досягнення
Командні трофеї
- Чемпіон СРСР (1): 1982
- Чемпіон Білорусі (1): 1992/93
- Бронзовий призер чемпіонату СРСР (1): 1983
- Бронзовий призер іспанської Сегунди (1): 1992/93
- Фіналіст Кубка СРСР (1): 1986/87
- Фіналіст Кубка федерації футболу СРСР (1): 1989

Тренерські досягнення
- Чемпіон Литви (1): 2007
- Срібний призер чемпіонату Литви (1): 2008
- Володар Кубка Литви (1): 2007/08

Індивідуальні здобутки
- Футболіст року в Білорусі (2): 1992, 1994
- В списках 33 найкращих футболістів СРСР (5): 1983 (№ 3), 1984 (№ 2), 1985 (№ 3), 1988 (№ 2), 1989 (№ 2)
- Майстер спорту СРСР (1982)